# Pillau-Klasse
Die Pillau-Klasse war eine Klasse aus zwei Kleinen Kreuzern der Kaiserlich Deutschen Marine, welche im Ersten Weltkrieg zum Einsatz kamen. Beide Schiffe wurden ursprünglich für die Kaiserlich Russische Marine bei der Schichauwerft in Danzig gebaut. Beim Beginn des Ersten Weltkrieges wurden beide Neubauten beschlagnahmt und von der Kaiserlichen Marine als Pillau und Elbing, benannt nach zwei Städten am Frischen Haff, 1914/15 in Dienst gestellt.

## Entwurf
Als Bewaffnung sollten sie acht 13-cm-L/55 Modell 1913 und vier 6,3-cm-Geschütze L/38 erhalten. Sie wurden jedoch nach ihrer Beschlagnahme mit acht 15-cm-Schnellladekanonen L/45, vier 5,2-cm-Geschütze L/55 (später durch zwei 8,8-cm-Geschütze L/45 ersetzt) sowie zwei 50-cm-Deckstorpedorohren ausgerüstet. Ferner konnten 120 Minen mitgeführt werden. Mit ca. 135 Metern Länge und einer Verdrängung von maximal 5.252 Tonnen fielen diese Schiffe etwas kleiner aus als die der Graudenz-Klasse, die zu dieser Zeit die neuesten deutschen Kleinen Kreuzer waren. Zudem besaß die Klasse keinen Wasserlinienpanzer in Form eines Gürtels, sondern nur ein gewölbtes Panzerdeck, das bis zur Wasserlinie reichte. Damit war die Klasse weniger standfest als andere deutsche Kreuzer ihrer Zeit. Allerdings ermöglichte der Einbau von vier Öl-gefeuerten Wasserrohrkesseln beiden Kreuzern einen größeren Fahrbereich bei hoher Marschfahrt als ihre deutschen Pendants mit nur zwei Öl-Kesseln erzielen konnten.
Äußerlich unterschied sich die Pillau-Klasse an ihrem Vorsteven sowie an der Art und Aufstellung ihrer Schornsteine von den übrigen Kreuzerklassen der kaiserlichen Marine.

## Einheiten
| Name   | Bauwerft               | Kiellegung   | Stapellauf        | Indienststellung  | Verbleib |
| ------ | ---------------------- | ------------ | ----------------- | ----------------- | --- |
| Pillau | Schichau-Werke, Danzig |              | 11. April 1914    | 5. August 1914    | Am 31. März 1919 wurde sie außer Dienst gestellt; Kriegsbeute Italien und als Bari in Dienst gestellt, am 28. Juni 1943 durch amerik. Luftangriff versenkt. |
| Elbing | Schichau-Werke, Danzig | 21. Mai 1913 | 25. November 1914 | 4. September 1915 | Am 1. Juni 1916 selbstversenkt. |